# Lucas Besozzi
Lucas Agustín Besozzi (Lanús, 22 gennaio 2003) è un calciatore argentino, centrocampista del Central Córdoba (SdE) in prestito dal Lanús.

## Caratteristiche tecniche
È un centrocampista offensivo.

## Carriera

### Club
Cresciuto nel settore giovanile del Lanús, debutta in prima squadra il 9 dicembre 2020 giocando l'incontro di Coppa Libertadores perso 2-1 contro l'Universidad Católica.

### Nazionale
Ha giocato nella nazionale argentina Under-20.

## Statistiche

### Presenze e reti nei club
Statistiche aggiornate al 18 luglio 2025.
| Stagione                     | Squadra                      | Campionato                   | Campionato | Campionato | Coppe nazionali | Coppe nazionali | Coppe nazionali | Coppe continentali | Coppe continentali | Coppe continentali | Altre coppe | Altre coppe | Altre coppe | Totale | Totale |
| Stagione                     | Squadra                      | Comp                         | Pres       | Reti       | Comp            | Pres            | Reti            | Comp               | Pres               | Reti               | Comp        | Pres        | Reti        | Pres   | Reti   |
| ---------------------------- | ---------------------------- | ---------------------------- | ---------- | ---------- | --------------- | --------------- | --------------- | ------------------ | ------------------ | ------------------ | ----------- | ----------- | ----------- | ------ | ------ |
| 2020                         | Lanús                        | PD                           | 0          | 0          | CA+CM           | 0+4             | 0               | CS                 | 1                  | 0                  | -           | -           | -           | 5      | 0      |
| 2021                         | Lanús                        | PD                           | 0          | 0          | CA+CdL          | 0+1             | 0               | CS                 | 3                  | 0                  | -           | -           | -           | 4      | 0      |
| Totale Lanús                 | Totale Lanús                 | Totale Lanús                 | 0          | 0          |                 | 5               | 0               |                    | 4                  | 0                  |             | -           | -           | 9      | 0      |
| 2022                         | Central Córdoba (SdE)        | PD                           | 15         | 0          | CA+CdL          | 0+1             | 0               | -                  | -                  | -                  | -           | -           | -           | 16     | 0      |
| 2023                         | Central Córdoba (SdE)        | PD                           | 24         | 3          | CA+CdL          | 1+0             | 0               | -                  | -                  | -                  | -           | -           | -           | 25     | 3      |
| 2023                         | Grêmio                       | A                            | 12         | 1          | CB              | 1               | 0               | -                  | -                  | -                  | -           | -           | -           | 13     | 1      |
| 2024                         | Grêmio                       | PD/RS+A                      | 6+0        | 0          | CB              | 0               | 0               | CL                 | 1                  | 0                  | -           | -           | -           | 7      | 0      |
| Totale Grêmio                | Totale Grêmio                | Totale Grêmio                | 6+12       | 0+1        |                 | 1               | 0               |                    | 1                  | 0                  |             | -           | -           | 20     | 1      |
| 2024                         | Newell's Old Boys            | PD                           | 9          | 0          | CA+CdL          | 1+0             | 0               | -                  | -                  | -                  | -           | -           | -           | 10     | 0      |
| 2025                         | Tigre                        | PD                           | 5          | 1          | CA              | 0               | 0               | -                  | -                  | -                  | -           | -           | -           | 5      | 1      |
| 2025                         | Central Córdoba (SdE)        | PD                           | 2          | 0          | CA              | 0               | 0               | CL+CS              | 0+2                | 0                  | SA          | -           | -           | 4      | 0      |
| Totale Central Córdoba (SdE) | Totale Central Córdoba (SdE) | Totale Central Córdoba (SdE) | 41         | 3          |                 | 2               | 0               |                    | 2                  | 0                  |             | -           | -           | 45     | 3      |
| Totale carriera              | Totale carriera              | Totale carriera              | 73         | 5          |                 | 9               | 0               |                    | 7                  | 0                  |             | -           | -           | 89     | 5      |

## Palmarès

### Club

#### Competizioni statali
- Campionato Gaúcho: 1

Grêmio: 2024